# جزیره گوف
جزیره گوف (به انگلیسی: Gough Island) یک جزیره در بریتانیا است که در تریستان دا کونا واقع شده‌است. جزیره گوف ۹۱۰ متر بالاتر از سطح دریا واقع شده‌است.

## نگارخانه

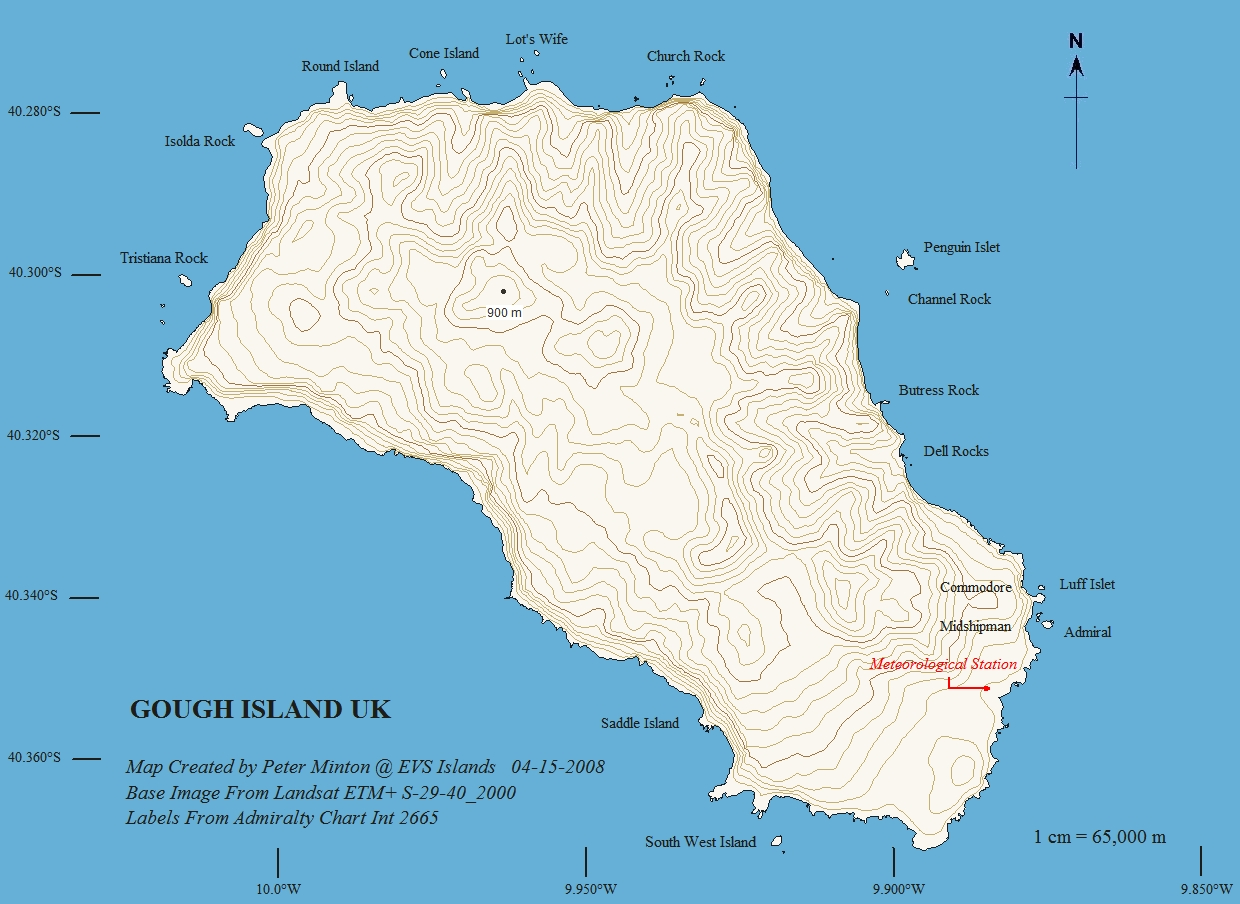
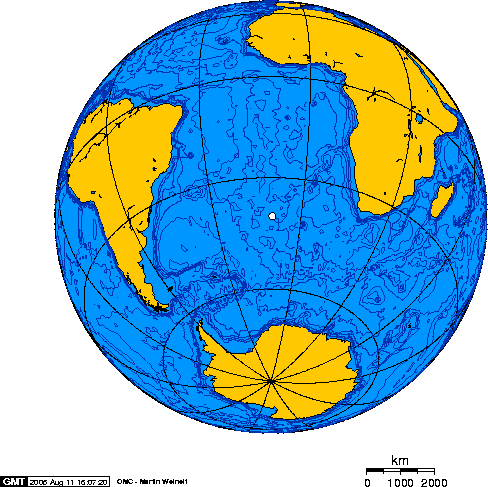
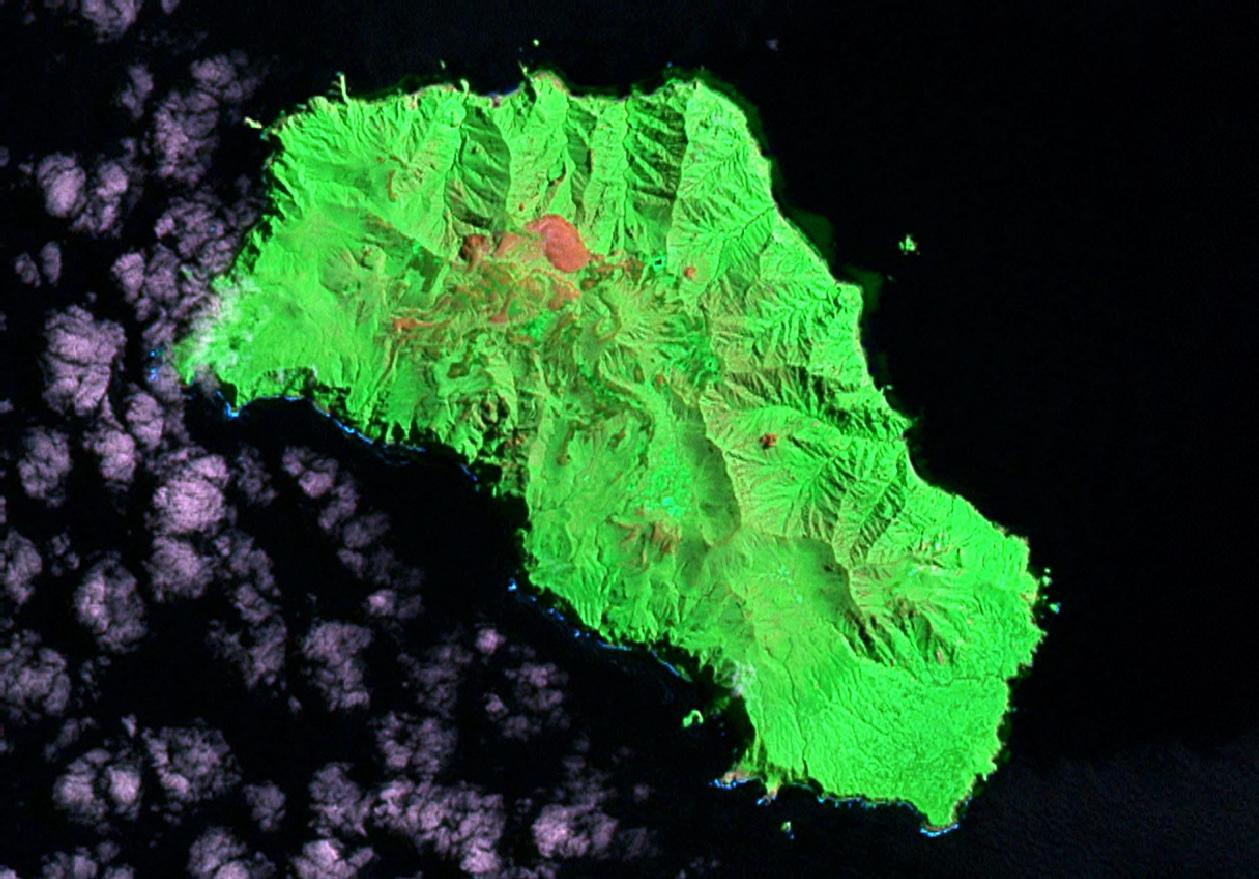